# Angélique Arnaud (femme de lettres)
Pour l’article ayant un titre homophone, voir Angélique Arnauld (religieuse).
Pour les articles homonymes, voir Arnaud.
Marie Angélique Bassin, dite Angélique Arnaud est une femme de lettres et féministe française, née à Gannat (Allier) le 23 décembre 1797 et morte le 9 avril 1884 dans le 16e arrondissement de Paris.

## Biographie
Elle est la fille de Gilbert Bassin, avoué (décédé à Gannat en 1819), et de Jeanne Poncet. Le 27 juillet 1820, elle épouse, à Gannat, Louis Arnaud, né à Moulins le 8 avril 1791 et fils de Jacques Arnaud, docteur en médecine, et de Jeanne Marie Chabrier, Louis Arnaud est alors « avocat et avoué près le tribunal civil de première instance de Gannat ». Elle est la préceptrice d'Ernest et Laure, ses enfants.
En 1833, elle commence à écrire des articles de journaux sur le thème des causes libérales et républicaines. Le salaire qu'elle en retire lui permet d'engager un professeur particulier pour ses enfants et ainsi de se consacrer à l'écriture. Elle défend les causes du féminisme, du socialisme et du saint-simonisme. Ses romans progressistes sont très populaires auprès du public féminin. George Sand en loue les « mille délicatesses de sentiments, mille grâces de poésie dans [les] analyses et dans [les] descriptions ».
En 1848, elle s'engage dans la Société fraternelle des ouvrières unies. Active au sein de la Société pour l'amélioration du sort des femmes, elle écrit pour la presse féministe : L'Almanach des Femmes, L'Avenir des femmes, Le Droit des femmes, Opinion des femmes, Opinion nationale, La Femme et La Solidarité.
En décembre 1875, elle devient membre de la Société des gens de lettres.
En 1883 lui sont décernées les palmes d'officier d'Académie.
Maria Deraismes dit, à sa mort, que c'est « l'apôtre de toutes les grandes revendications… Il n'est pas un mouvement généreux et humanitaire du siècle auquel Mme Arnaud ne soit pas associée »,.

## Œuvres
- Angélique Arnaud, Une correspondance d'enfants, Paris, Gannat, Goninfaure et Arthaud, 1834
- Angélique Arnaud, Coralie l'inconstante, Paris, Berquet et Pétion, 1843.
- Angélique Arnaud, Clémence, 1841.
- Angélique Arnaud, Une tendre dévote, Paris, Sartorius, 1874 (lire en ligne)
- Angélique Arnaud, La Cousine Adèle, Paris, Dentu, 1879 (lire en ligne)
- Angélique Arnaud, La Comtesse de Servy, Paris, Charpentier, 1874
- Angélique Arnaud, François del Sartre, ses découvertes en esthétique, sa science, sa méthode, Delagrave, 1882 (lire en ligne)